# 64. п. н. е.

## Догађаји
- Град Набатеју освојио је римски генерал Помпеј

## Рођени
- Марк Валерије Месала Корвин (ум. 8)
- Квинт Гатерије (ум. 26)
- Николај Дамаски